# 林良恭
林良恭（1954年—），台灣生物學研究者，台中市人，博士，東海大學理學院院長、生命科學系專任教授兼熱帶生態及生物多樣性研究中心主任、國立嘉義大學森林暨自然資源學系兼任教授，著有《臺灣的蝙蝠》（合著）、《自然保護區域資源調查監測手冊》（合著）等書。
在台灣東海大學生物學系取得學士學位（1977年），在林俊義教授指導下取得同校生物學研究所碩士學位（1982年），在日本九州大學取得博士學位（1992年）。
1992年到1995年間在屏東縣內埔鄉國立屏東技術學院（現在的國立屏東科技大學）森林系專任教職。 
1995年起在東海大學專任教職，直到現在。
主要學術專長是動物學、野生動物生態學、保育生物學、動物分類學、自然資源保育、哺乳動物學。

## 外部連結
- 東海大學生命科學系 林良恭老師簡介（繁體中文）